# 法蘇拉 (利馬索爾區)
法蘇拉（希臘語：Φασούλα）是塞浦路斯利马索尔区的村落。距离利马索尔市约7公里。當地海拔365公尺。當地自中世纪起就一直有定居點。